# Jože Moškrič
Jože Moškrič, slovenski dramatik, pesnik, in narodni heroj, * 2. marec 1902, Ljubljana - Dobrunje, † 22. februar 1943, Polica pri Grosuljem.

## Življenje
Revno otroštvo, šolsko obveznost je končal med prvo svetovno vojno. 
Leta 1920 je s ponarejenim očetovim podpisom, saj še ni bil polnoleten, odšel v Bitolo v Makedoniji v artilerijsko podčastniško šolo. Toda v vojski ni dolgo zdržal. Domov se je predčasno vrnil s potrdilom, da je za vojaško službo trajno nesposoben. Z župnikovim priporočilom se je kot nekvalificirani delavec zaposlil v klerikalno usmerjeni Jugoslovanski tiskarni v Ljubljani (danes tiskarna Ljudske pravice), obenem pa se je včlanil v socialistični sindikat grafičnih delavcev. 
Bil je strasten borec za pravice delavcev. Posebej je bil naklonjen nekvalificiranim delavcem, med katerimi je bilo veliko žensk. Leta 1927 se je poročil z Jožefo Pavšič. Skupaj s štirimi otroki (eden od njih je kmalu umrl) so živeli v najemniškem stanovanju v Zadvoru v bližini Dobrunj. Leta 1928 je vstopil v komunistično partijo. S prijatelji in delavskimi somišljeniki je v Zalogu ustanovil delavsko kulturno društvo kot podružnico kulturne zveze Svoboda. Leta 1930 je bil soorganizator stavke grafikov v Ljubljani. Leta 1932 je postal predsednik delavskega kulturnega društva. V društvu so organizirali predavanja, literarne večere, pevski zbor, dramske igre in delavsko godbo. Moškrič je sodeloval kot dramatik, režiser in godbenik ter je bil leta 1933 izvoljen v osrednji odbor Zveze Svobod v Ljubljani. Jeseni leta 1940 ga je aretirala policija. Ne ve se, ali je bil zaprt zaradi konkretnih propagandnih dejanj v prid komunizma ali zaradi njegove splošno znane politične usmerjenosti. Po približno treh mesecih ječe so ga brez razprave izpustili. 
Po okupaciji leta 1941 je živel v ilegali, saj so italijanski fašisti za njim razpisali policijsko tiralico. Organiziral je partizansko tiskarstvo, pridružil se je Osvobodilni fronti, pisal partizanske pesmi in leta 1942 odšel med partizane. Tam se je spoprijateljil z Edvardom Kocbekom, ki je bil poverjenik za prosveto in propagando. Postal je tudi zaupnik Edvarda Kardelja in politični poverjenik na partizanskem območju blizu domačega kraja – okoli Podlipoglava in Pugleda. Novembra je bil zaradi slabega zdravja razrešen dolžnosti, vendar v vodstvu ni prišlo do odločitve, ali gre v bolnico v Rog ali v Ljubljano. 22. 2. 1943 je na partizanskem pohodu padel v zasedo in bil ranjen. Pripadniki vaške straže MVAC (Milizia volontaria anticomunista) so ga na Polici pri Grosuplju ustrelili. Leta 1947 je bilo njegovo truplo prekopano v grob na Urhu blizu Zadvora, leta 1951 pa je bil proglašen za narodnega heroja, kot edini slovenski literat oz. kulturnik, ki se mu je dve leti zatem pridružil še Karel Destovnik - Kajuh.

## Delo
Najbolj znan je po delavskih igrah v okviru kulturne zveze Svoboda. Pisal je tudi poezijo, kot prozaist pa ni bil posebno uspešen. 
Dramska dela so socialnorealistična in so optimistični glasnik delavskega gibanja ter nacionalnih idej. Prikazujejo problematiko delavskega življenja v industrijski družbi, pa tudi drugih slojev; kmetstva, plemstva, duhovščine, trgovstva in inteligence. Napisal je delavsko komedijo Borba za kruh in komedijo slovenskega podeželja Razkrinkana morala. Čufarjevi drami Ljubezen v kleti, Polom in komedija Ameriška tatvina so vzporedne Moškričevim dramam Rdeče rože, Dani se in komediji Star mož in mlada žena. Zaradi prezahtevnosti je bila drama Dani se uprizorjena samo enkrat, leta 1935, medtem ko so ostala dramska dela dosegala velike uspehe po Sloveniji in med Slovenci v Ameriki. Ljubezenska in kmečka snov, je prikazana v drami Zveze in razveze, zgodovinska pa v tragediji Lov. 
Pesimistično osebnoizpovedno liriko je pisal v zrelih letih, večinoma let 1940, v zaporu. V družbenokritični liriki izraža oboje; optimistično upanje in obup nad usodo malega človeka. V partizanih se je osredotočil na domovinsko, borbeno partizansko liriko. 
Napisal je tudi manj uspešno zgodovinsko povest Domovina, ki je posredno avtobiografska povest.

### Poezija
- Pesmi (nastajale leta 1940 v ječi in še kakšni dve leti kasneje med partizani) (COBISS)

### Proza
- Domovina (zgodovinska povest) (1940) (COBISS)
- Rdeče cvetje slovenske dramatike (COBISS)

### Dramatika
- Venec slovenske dramatike (COBISS)
- Dani se! Socialna drama s petjem v dveh dejanjih (1932) (COBISS)
- Rdeče rože: Delavska igra v štirih dejanjih (1932) (COBISS)
- Borba za kruh: Drama v štirih dejanjih (1933) (COBISS)
- Razkrinkana morala: Komedija v treh dejanjih (1933) (COBISS)
- Stari mož in mlada žena (1933)
- Ljubljanska komedija: Komedija v treh dejanjih (1935) (COBISS)
- Zveze in razveze: Ljudska drama v dveh dejanjih (sedmih slikah) (1936) (COBISS)
- Lov: Tragedija v petih dejanjih iz časov, ko je vladal grad (1937) (COBISS)